# Conotrachelus quadriguttus
Conotrachelus quadriguttus – gatunek chrząszcza z rodziny ryjkowcowatych.

## Zasięg występowania
Ameryka Południowa, występuje w Brazylii.

## Budowa ciała
Przednia krawędź pokryw znacznie szersza od przedplecza, zakończona po bokach niewielką ostrogą; tylna krawędź równo ścięta. Na ich powierzchni wyraźne, podłużne żeberkowanie oraz dość gęste, grube punktowanie. Przedplecze zaokrąglone w zarysie, w przedniej części zwężone. Jego powierzchnia punktowana, zwłaszcza w centralnej części. Całe ciało pokryte drobną szczecinką.